# Central Lechera de Gijón (Lagisa)
Central Lechera de Gijón, S.A. (LAGISA) fue una empresa láctea de Asturias, España. Fundada en Porceyo, Gijón por el empresario asturiano Maximino Riera García en 1963. A partir de 1969 se convirtió en Sociedad Anónima.
En 1989 la Central Lechera de Gijón (Lagisa) y el Centro Lácteo Balcells (Celbasa), que vendía la leche Ato de Cataluña, llegan a un acuerdo para iniciar un proceso de fusión que terminará en mayo de este año. De este modo Celbasa pasa a ser accionista mayoritaria de Lagisa. En 1992 Celbasa toma el control total de LAGISA.
En 1997, al crearse la Corporación Alimentaria Peñasanta, S.A (CAPSA), Celbasa se integra en esta nuevo grupo empresarial. De este modo LAGISA también forma parte de la recién nacida CAPSA. Uno de los socios es la Central Lechera Asturiana, que tiene una fábrica en Granda, Siero.
En 2001 cierra la fábrica de Porceyo, Gijón de LAGISA y desaparece la marca del mercado. Parte de los trabajadores de la fábrica gijonesa se prejubilan y el resto son trasladados a la fábrica de la Central Lechera Asturiana en Granda, Siero.